# Gouvernement Transnistrië
Het gouvernement Transnistrië (Roemeens: Guvernământul Transnistriei) was een gebied dat door het Koninkrijk Roemenië bestuurd werd tussen 19 augustus 1941 en 29 januari 1944 nadat het door de asmogendheden tijdens Operatie Barbarossa veroverd was op de Sovjet-Unie.
Het gebied werd begrensd door de rivieren Dnjestr en Boeg en was groter dan de huidige autonome regio Transnistrië die officieel onderdeel uitmaakt van Moldavië. Het gouvernement grensde aan het ook door Roemenië veroverde gouvernement Bessarabië, het Rijkscommissariaat Oekraïne en de Zwarte Zee. Odessa was de hoofdplaats van het gouvernement.

## Onder Roemeens bewind
Adolf Hitler overtuigde de Roemeense premier Ion Antonescu ervan om Transnistrië te veroveren als compensatie voor het aan Hongarije verloren deel van Transsylvanië door de Tweede Scheidsrechterlijke Uitspraak van Wenen. Hierdoor kwam het gebied, in tegenstelling tot het overige gebied van de Moldavische ASSR, voor het eerst onder Roemeens bestuur. Het gebied werd niet geheel in Roemenië geïncorporeerd maar bleef, mede door de ontwikkelingen aan het Oostfront, vooral onder militair bewind. Gheorghe Alexianu werd aangesteld als gouverneur.
Het gebied werd eind 1941 bevolkt door 2,2 miljoen inwoners, waarvan bijna 1,8 miljoen Oekraïners, 200.000 Roemenen, 150.000 Russen, 126.000 Duitsers, 28.000 Bulgaren, 21.000 Joden, 14.000 Polen en minder dan duizend Lipovanen en Krim-Tataren. In 1944 werd het gebied heroverd door de Sovjet-Unie. Het gebied dat nu als Transnistrië bekendstaat werd bij de Moldavische SSR ingedeeld en het overige gebied bij de Oekraïense SSR.

## Jodenvervolging

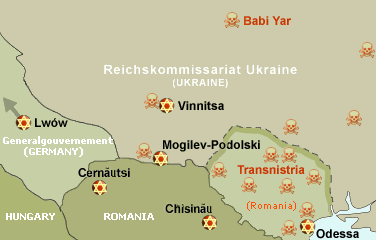
Overzicht van getto's (Davidster) en bloedbaden (doodshoofd) in de regio tussen 1939 en 1945

Onder het bewind van Antonescu werden 200.000 Joden en Roma het slachtoffer van de bezetting van Transnistrië. Het gebied werd gebruikt om vanuit Roemenië, Bessarabië en Boekovina Joden naartoe te deporteren. In Bogdanovka en Odessa waren grote getto's.
Tijdens het Bloedbad van Odessa) kwamen na de verovering tussen 22 en 24 oktober tussen de 25.000 en 34.000 Joden om. In concentratiekampen bij Domanevka, Akhmetchetkha en ook in Mohyliv-Podilskyi vielen veel slachtoffers. Veel Roemeense Joden werden vanuit deze plaatsen ook op transport gezet naar kampen bij Wapnjarka en Petsjora.

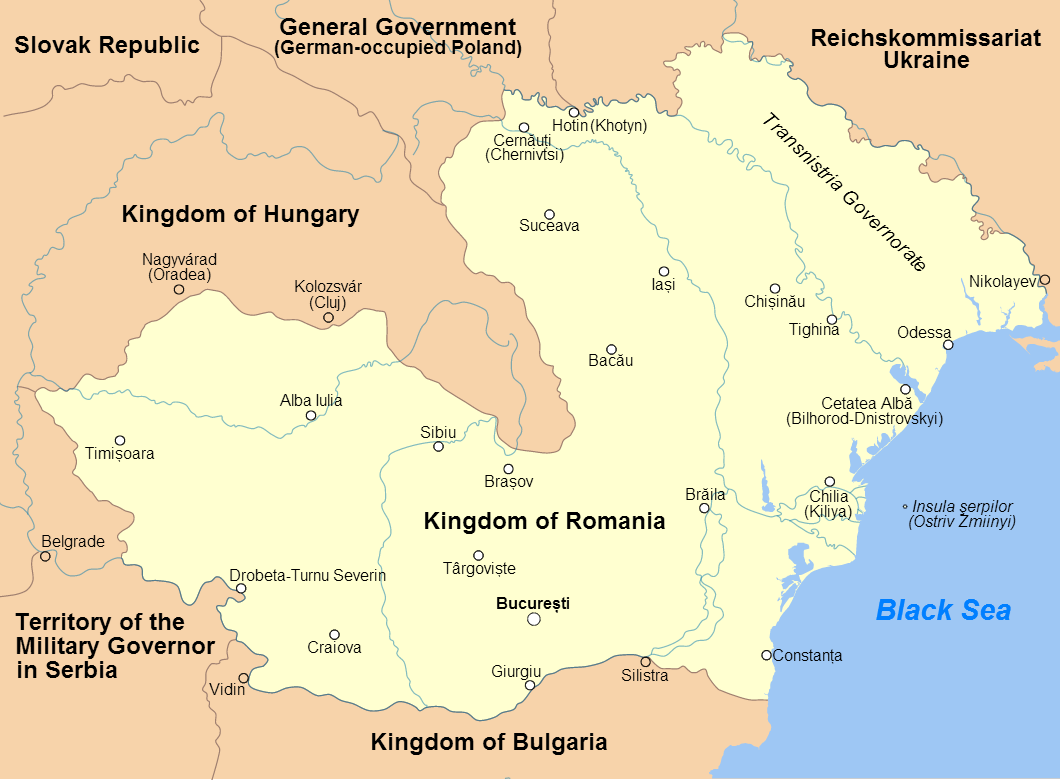
Roemenië 1941-1944